# Handball-Panamerikameisterschaft der Männer 1989
Die Handball-Panamerikameisterschaft der Männer 1989 war die fünfte Austragung der Handball-Panamerikameisterschaft der Männer für Nationalmannschaften Nord-, Zentral- und Südamerikas sowie der Karibik. Organisiert wurde das Turnier von der Pan-American Team Handball Federation. Es wurde vom 24. bis 30. Oktober in Pinar del Río ausgetragen. Der neue und alte Panamerikameister aus Kuba qualifizierte sich für die Weltmeisterschaft 1990.

## Turnierverlauf
| Pl. | Land               | Sp. | S | U | N | Tore      | Diff. | Punkte |
| --- | ------------------ | --- | - | - | - | --------- | ----- | ------ |
| 1.  | Kuba               | 5   | 5 | 0 | 0 | 0157:680  | +89   | 10     |
| 2.  | Brasilien          | 5   | 4 | 0 | 1 | 0128:850  | +43   | 8      |
| 3.  | Vereinigte Staaten | 5   | 3 | 0 | 2 | 0110:970  | +13   | 6      |
| 4.  | Kanada             | 5   | 2 | 0 | 3 | 0133:1110 | +22   | 4      |
| 5.  | Mexiko             | 5   | 1 | 0 | 4 | 079:1560  | −77   | 2      |
| 6.  | Puerto Rico        | 5   | 0 | 0 | 5 | 078:1680  | −90   | 0      |

Anmk.: Bei Punktgleichheit entschied der direkte Vergleich, dann das Torverhältnis.
| 24. Oktober 1989 | Mexiko | 28:16 | Puerto Rico | Sala Polivalente „19 de noviembre“, Pinar del Río |
| 24. Oktober 1989 | (9:9)  |       |             | Sala Polivalente „19 de noviembre“, Pinar del Río |
| 24. Oktober 1989 |        |       |             | Sala Polivalente „19 de noviembre“, Pinar del Río |

| 24. Oktober 1989 | Vereinigte Staaten | 27:24 | Kanada | Sala Polivalente „19 de noviembre“, Pinar del Río |
| 24. Oktober 1989 | (9:13)             |       |        | Sala Polivalente „19 de noviembre“, Pinar del Río |
| 24. Oktober 1989 |                    |       |        | Sala Polivalente „19 de noviembre“, Pinar del Río |

| 24. Oktober 1989 | Kuba   | 27:18 | Brasilien | Sala Polivalente „19 de noviembre“, Pinar del Río |
| 24. Oktober 1989 | (14:9) |       |           | Sala Polivalente „19 de noviembre“, Pinar del Río |
| 24. Oktober 1989 |        |       |           | Sala Polivalente „19 de noviembre“, Pinar del Río |

| 25. Oktober 1989 | Brasilien | 21:11 | Kanada | Sala Polivalente „19 de noviembre“, Pinar del Río |
| 25. Oktober 1989 | (10:4)    |       |        | Sala Polivalente „19 de noviembre“, Pinar del Río |
| 25. Oktober 1989 |           |       |        | Sala Polivalente „19 de noviembre“, Pinar del Río |

| 25. Oktober 1989 | Kuba   | 40:09 | Puerto Rico | Sala Polivalente „19 de noviembre“, Pinar del Río |
| 25. Oktober 1989 | (17:3) |       |             | Sala Polivalente „19 de noviembre“, Pinar del Río |
| 25. Oktober 1989 |        |       |             | Sala Polivalente „19 de noviembre“, Pinar del Río |

| 26. Oktober 1989 | Kanada | 37:18 | Puerto Rico | Sala Polivalente „19 de noviembre“, Pinar del Río |
| 26. Oktober 1989 | (17:4) |       |             | Sala Polivalente „19 de noviembre“, Pinar del Río |
| 26. Oktober 1989 |        |       |             | Sala Polivalente „19 de noviembre“, Pinar del Río |

| 26. Oktober 1989 | Kuba   | 39:11 | Mexiko | Sala Polivalente „19 de noviembre“, Pinar del Río |
| 26. Oktober 1989 | (20:6) |       |        | Sala Polivalente „19 de noviembre“, Pinar del Río |
| 26. Oktober 1989 |        |       |        | Sala Polivalente „19 de noviembre“, Pinar del Río |

| 27. Oktober 1989 | Kanada | 40:16 | Mexiko | Sala Polivalente „19 de noviembre“, Pinar del Río |
| 27. Oktober 1989 | (20:4) |       |        | Sala Polivalente „19 de noviembre“, Pinar del Río |
| 27. Oktober 1989 |        |       |        | Sala Polivalente „19 de noviembre“, Pinar del Río |

| 27. Oktober 1989 | Brasilien | 18:16 | Vereinigte Staaten | Sala Polivalente „19 de noviembre“, Pinar del Río |
| 27. Oktober 1989 | (11:8)    |       |                    | Sala Polivalente „19 de noviembre“, Pinar del Río |
| 27. Oktober 1989 |           |       |                    | Sala Polivalente „19 de noviembre“, Pinar del Río |

| 28. Oktober 1989 | Kuba    | 29:21 | Kanada | Sala Polivalente „19 de noviembre“, Pinar del Río |
| 28. Oktober 1989 | (14:10) |       |        | Sala Polivalente „19 de noviembre“, Pinar del Río |
| 28. Oktober 1989 |         |       |        | Sala Polivalente „19 de noviembre“, Pinar del Río |

| 28. Oktober 1989 | Vereinigte Staaten | 32:17 | Puerto Rico | Sala Polivalente „19 de noviembre“, Pinar del Río |
| 28. Oktober 1989 | (20:6)             |       |             | Sala Polivalente „19 de noviembre“, Pinar del Río |
| 28. Oktober 1989 |                    |       |             | Sala Polivalente „19 de noviembre“, Pinar del Río |

| 29. Oktober 1989 | Brasilien | 38:16 | Puerto Rico | Sala Polivalente „19 de noviembre“, Pinar del Río |
| 29. Oktober 1989 | (20:4)    |       |             | Sala Polivalente „19 de noviembre“, Pinar del Río |
| 29. Oktober 1989 |           |       |             | Sala Polivalente „19 de noviembre“, Pinar del Río |

| 29. Oktober 1989 | Vereinigte Staaten | 26:16 | Mexiko | Sala Polivalente „19 de noviembre“, Pinar del Río |
| 29. Oktober 1989 | (11:8)             |       |        | Sala Polivalente „19 de noviembre“, Pinar del Río |
| 29. Oktober 1989 |                    |       |        | Sala Polivalente „19 de noviembre“, Pinar del Río |

| 30. Oktober 1989 | Brasilien | 33:15 | Mexiko | Sala Polivalente „19 de noviembre“, Pinar del Río |
| 30. Oktober 1989 | (13:6)    |       |        | Sala Polivalente „19 de noviembre“, Pinar del Río |
| 30. Oktober 1989 |           |       |        | Sala Polivalente „19 de noviembre“, Pinar del Río |

| 30. Oktober 1989 | Kuba  | 22:09 | Vereinigte Staaten | Sala Polivalente „19 de noviembre“, Pinar del Río |
| 30. Oktober 1989 | (9:4) |       |                    | Sala Polivalente „19 de noviembre“, Pinar del Río |
| 30. Oktober 1989 |       |       |                    | Sala Polivalente „19 de noviembre“, Pinar del Río |

## Platzierungen
Legende
| Rang | Mannschaft |
| ---- | --- |
|      | Kuba Kader: Andres Hurtado, Reinaldo Cruz, Jesús Agramonte, Lucas Juan, Rolando Uríos, Juan Querol, Osvaldo Povea Dominguez, Modesto Quintana Monroy, Enrique Delisle Sese, Daniel Robert Suaréz, Arsenio Martínez, Julián Duranona, Marcos Aguirre, Vladimir Rivero Hernández, Emilio Sánchez Armand. Trainer: unbekannt. |
|      | Brasilien |
|      | Vereinigte Staaten |
| 4    | Kanada |
| 5    | Mexiko |
| 6    | Puerto Rico |